# 한국남성학연구회
한국남성학연구회는 1995년 결성된 대한민국의 남성 인권 단체였다. 초대 대표는 건국대학교, 명지대학교 교수이자 남성운동가인 정채기였다. 1990년대 후반~2000년대 초반에 남성 권익 운동, 아버지 운동 등을 추진하였다.

## 같이 보기
- 정채기
- 한지환
- 성재기